# Sailing Directions (National Geospatial-Intelligence Agency)
Die Sailing Directions sind eine 42-bändige US-amerikanische Publikationsreihe von Seehandbüchern (auch Segelanweisungen, englisch: Sailing Directions), die von der National Geospatial-Intelligence Agency (NGA; deutsch Nationale Behörde für Geographische Aufklärung) herausgegeben wird und deren Bände kostenlos aus dem Internet heruntergeladen werden können.

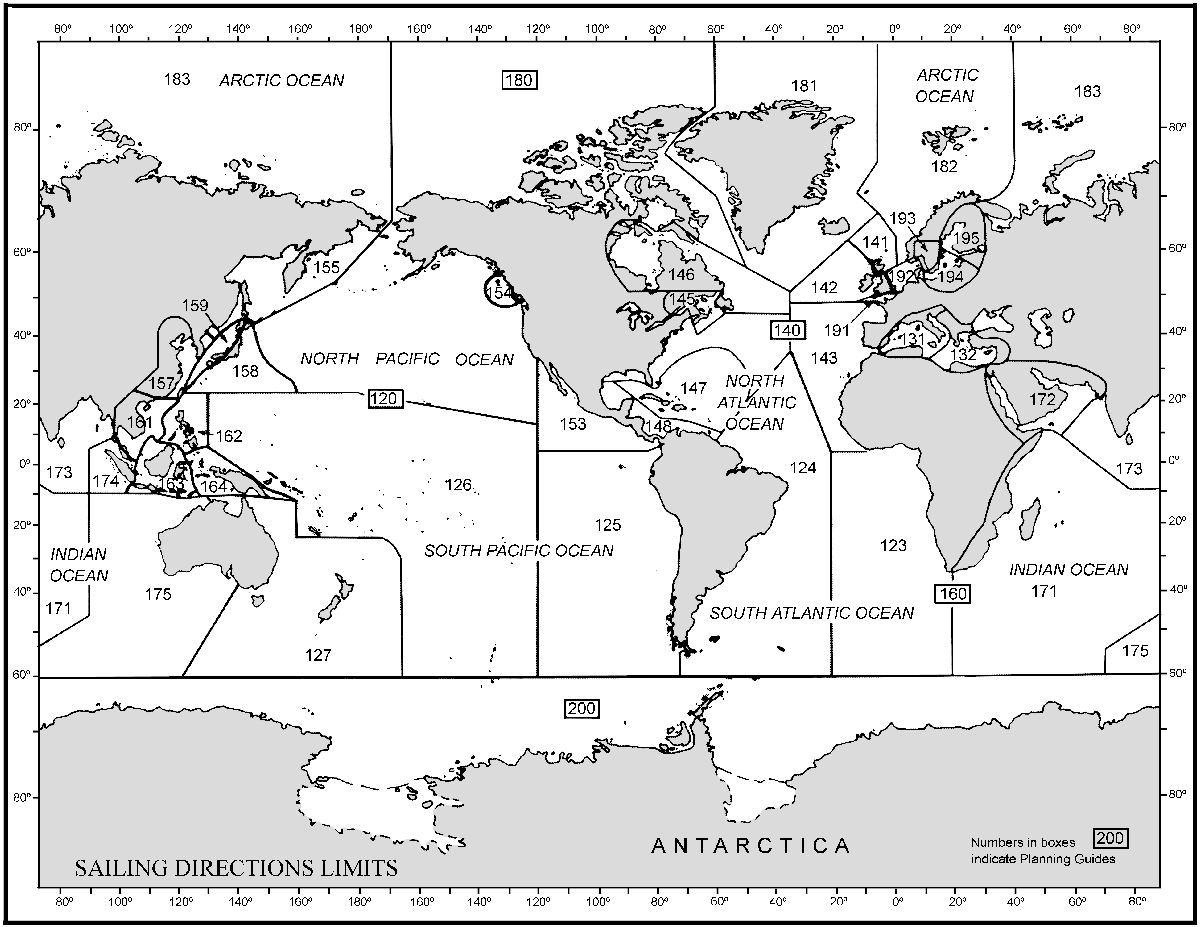
Übersichtskarte der Sailing Directions. Die Zahlen in den Quadraten zeigen die Gebiete der einzelnen Planning Guides an.

Die Sailing Directions bestehen aus 37 Enroute-Bänden, 4 Planning Guide-Bänden und 1 Band, der beide Typen kombiniert.
Nach den Angaben der National Geospatial-Intelligence Agency enthalten die Sailing Directions (Enroute) detaillierte Küsten- und Hafenansteuerungsinformationen und ergänzen die größte Karte des jeweiligen Gebiets. Jede Publikation ist in geografische Regionen, sogenannte Sektoren, unterteilt, die Informationen über das Wetter an der Küste, Strömungen, Eis, Gefahren, Besonderheiten und Häfen sowie grafische Schlüssel zu den für das Gebiet verfügbaren Standardseekarten enthalten. Die herunterladbaren Publikationsdateien enthalten gegebenenfalls Aktualisierungen, die die aktuelle Ausgabe betreffen. 
Die Sailing Directions werden aktualisiert, wenn neue Daten eine umfassende Überarbeitung eines bestehenden Textes erfordern. Diese Daten stammen aus verschiedenen Quellen, einschließlich Lotsen und Segelanweisungen aus anderen Ländern.
Die Bände der Sailing Directions (Planning Guides) enthalten jeweils relevante physische, politische, industrielle, navigatorische und behördliche Informationen über die an ein bestimmtes Meeresbecken angrenzenden Länder. Die herunterladbaren Publikationsdateien enthalten Aktualisierungen, die die aktuelle Ausgabe betreffen, sofern vorhanden.
Die Antarktis deckt der Band Planning Guide and Enroute for Antarctica ab, was eine effektivere Präsentation des Materials über dieses einzigartige Gebiet ermöglicht.
Anfang 2005 stellte die NGA die Produktion dieser Publikationen in gedruckter Form ein; die folgenden Ausgaben wurden nur noch in digitaler Form präsentiert. Zwischen den Ausgaben werden die Seehandbücher durch einen binären Patch-Prozess korrigiert, der als Publication Data Update (PDU) bezeichnet wird.

## Übersicht
Die folgende Übersicht der einzelnen Publikationen ist in deutscher Übersetzung wiedergegeben (zu den durch Nummern angegebenen einzelnen Zonen siehe die Übersichtskarte oben):
- Pub. 120 – Pazifischer Ozean und Südostasien
- Pub. 123 – Südwestküste von Afrika
- Pub. 124 – Ostküste von Südamerika
- Pub. 125 – Westküste Südamerikas
- Pub. 126 – Pazifische Inseln
- Pub. 127 – Ostküste Australiens und Neuseelands
- Pub. 131 – Westliches Mittelmeer
- Pub. 132 – Östliches Mittelmeer
- Pub. 140 – Nordatlantik und angrenzende Meere
- Pub. 141 – Schottland
- Pub. 142 – Irland und die Westküste Englands
- Pub. 143 – Westküste Europas und Nordwestafrika
- Pub. 145 – Neuschottland und Sankt-Lorenz-Strom
- Pub. 146 – Neufundland, Labrador und Hudson Bay
- Pub. 147 – Karibisches Meer – Band I
- Pub. 148 – Karibisches Meer – Band II
- Pub. 153 – Westküsten Mexikos und Mittelamerikas
- Pub. 154 – Britisch-Kolumbien
- Pub. 155 – Ostküste von Russland
- Pub. 157 – Die Küsten von Korea und China
- Pub. 158 – Japan – Band I
- Pub. 159 – Japan – Band II
- Pub. 160 – Südatlantik und Indischer Ozean
- Pub. 161 – Südchinesisches Meer und Golf von Thailand
- Pub. 162 – Philippinische Inseln
- Pub. 163 – Borneo, Jawa, Sulawesi und Nusa Tenggara
- Pub. 164 – Neuguinea
- Pub. 171 – Ostafrika und der südliche Indische Ozean
- Pub. 172 – Rotes Meer und Persischer Golf
- Pub. 173 – Indien und der Golf von Bengalen
- Pub. 174 – Straße von Malakka und Sumatra
- Pub. 175 – Nord-, West- und Südküste Australiens
- Pub. 180 – Arktischer Ozean
- Pub. 181 – Grönland und Island
- Pub. 182 – Nord- und Westküste Norwegens
- Pub. 183 – Nordküste Russlands
- Pub. 191 – Ärmelkanal
- Pub. 192 – Nordsee
- Pub. 193 – Skagerrak und Kattegat
- Pub. 194 – Ostsee (südlicher Teil)
- Pub. 195 – Finnischer Meerbusen und Bottnischer Meerbusen
- Pub. 200 – Antarktis